# Flug- und Fahrzeugwerke
Pour les articles homonymes, voir Flug et FFA.
Flug- und Fahrzeugwerke Altenrhein AG (FFA) était une entreprise suisse de construction d'avions et de trains. Claude Dornier construisit son usine en 1924, sous le nom de Dornier-Werke Altenrhein. Elle faisait partie de Dornier Flugzeugwerke mais en a été séparée en 1948. En 1948, Dornier est reprise par Claudio Caroni (* 20 janvier 1907 à Locarno ; † 2 mai 1984 à Zoug) qui, en 1949, change le nom de l'entreprise en Flug- und Fahrzeugwerke Altenrhein AG (FFA) et débute également la construction de wagons. En janvier 1987, Schindler Holding rachète la majorité des actions de l'entreprise et dans le même temps, Schindler Holding vend à Gustus Dornier Holding Zurich, ses divisions Constructions et Maintenance, Aéronautique, Exploitation d'Aéroport et Traitement de surface. En mars 1997, FFA est reprise par Stadler Rail. Le site est actuellement exploité par Stadler Rail,.

## Produits
- P-16
- N-20 Aiguillon

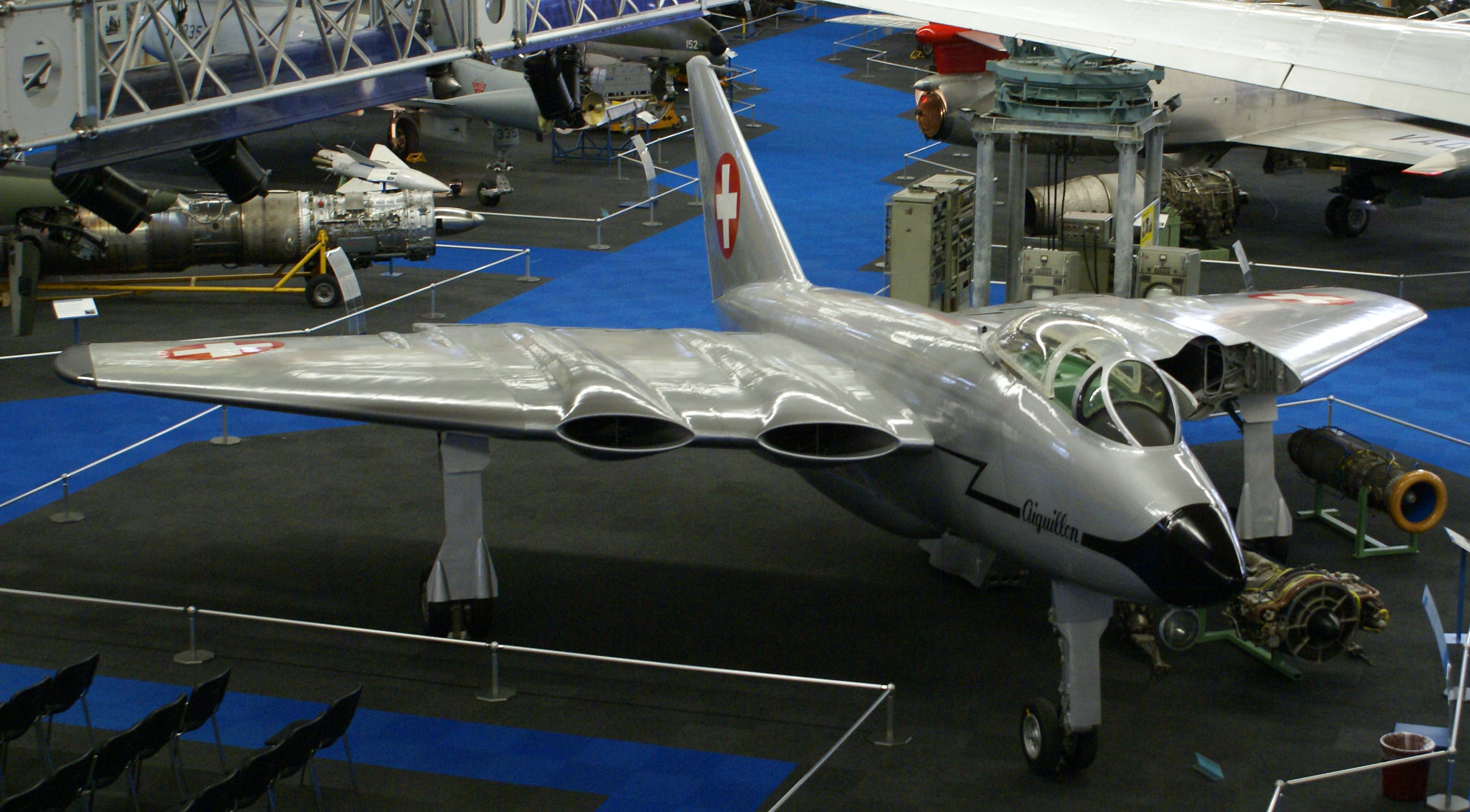
Le N-20 "Aiguillon"

- De Havilland Vampire (sous licence)
- De Havilland Venom (sous licence)
- Dassault Mirage III (sous licence)
- Northrop F-5 Tiger (sous licence)
- AS-202 Bravo (en)